# アラビア湾大学
アラビア湾大学（アラビア語: جامعة الخليج العربي、英語: Arabian Gulf University）は、ペルシア湾（一部アラブ諸国では「アラビア湾」と呼ぶ。ペルシア湾呼称問題を参照。）の島国バーレーンの首都マナーマにある大学で、バーレーン教育省が管轄し、湾岸協力会議が管理する。イスラム教世界大学連合に所属している。

## 歴史
1979年に湾岸協力会議（GCC）が4度の会合を開き、この大学の構想が生まれ、GCC 6カ国とイラクによって1980年に創立された。

## 学部・大学院

### 医科学部
1980年3月30日にGCC 6カ国の教育省法務部長によって創設された。2009年現在、およそ797名の学生が在籍している。1982年以降女子学生が男子学生より多く、現在の男女比は12:41である。この学部では問題解決学習カリキュラムを行っており、指導や学習は学生による各小グループが進行者になり進められる。本科コースは6年制で、M.D（医学博士）の取得を目標とし、以下の専門知識・医療技術を習得する。
- 基礎科学(1年次)
- 医科学(2～4年次)
- 臨床事務(5・6年次)

また、理学修士とディプロマを取得するためのカリキュラムとして臨床検査医学、ヘルス・プロフェッショナル教育(Health Professions Education)、厚生政策と集団研究(Health Policy and Population Studies)を履修する。なお、分子医学の博士号・修士号は遠隔教育によって行う。

### 大学院
1994年に応用科学部と教育学部が合併する形で設置され、特殊教育と科学技術に焦点を当てている。以前の学部も含めると、1988年以降500人以上の学生がこの大学院を卒業している。修士号、あるいは修士号に準ずるディプロマを取得するために以下のプログラムがある。
- 砂漠および乾燥地域の科学：水文学、地下水資源の管理、農業技術と水耕栽培、環境科学、天然資源、地理情報システムとリモートセンシング
- 生物工学：医学、農業、環境への応用(environmental applications)
- 技術管理
- 環境管理
- 精神障害と自閉症のプログラム
- 学習障害のプログラム

### FABS（French Arabian Business School）
アラビア湾大学とフランス外務省の合意によって2007年に設置し、エセック・ビジネススクールと協力関係にある。フランスに関連のある学校だが、経営学修士のコースは英語で行われる。